# Andrew Gordon
Andrew Gordon (* 13. prosince 1985 Halifax, Nové Skotsko) je bývalý kanadský hokejový útočník. Od roku 2023 pracuje jako amatérský skaut pro klub Ottawa Senators.

## Hráčská kariéra
Svou juniorskou kariéru začal u týmu Notre Dame Hounds v lize Saskatchewan Junior Hockey League, kde strávil dva ročníky 2002/04. Poté byl v roce 2004 draftován týmem Washington Capitals v 7. kole celkově 197. Do klubu Capitals se hned nepřipojil, místo toho odehrál tři sezóny v juniorské lize NCAA za tým St. Cloud State Huskies. První profesionální zápas v seniorském hokeji odehrál na farmě Capitals v Hershey Bears v sezóně 2007/08. V sezóně odehrál celkem 20 zápasů ve druhé farmě Capitals v South Carolina Stingrays působící v lize ECHL. V následující sezóně 2008/09 hrával již pravidelně v kádru Hershey Bears, který pomohl vybojovat Calder Cup a debutoval v lize NHL. S Hershey Bears zopakovali úspěch s minulé sezóny 2008/09 a opět vyhráli Calder Cup, v ročníku nasbíral 71 bodů a v klubových statistikách skončil na třetím místě a v ligových statistikách na jedenáctém místě. V NHL odehrál další dva zápasy, v nichž nenasbíral žádný bod.
Před novým ročníkem NHL 2010/11 podstoupil v klubu Capitals výcvikový tábor, ale do základní soupisky se nevešel a se spoluhráči Jaynem Beaglem a Mathieuem Perreaultem byli převeleni do farmy v Hershey Bears. V Bears hrával až do 10. prosince 2010, poté byl povolán do hlavního týmu Capitals. Za tu dobu odehrál osm zápasů a v pátém zápasů se dočkal prvního vstřeleného gólu a rovněž i asistencí. Po vstřelení gólu přijel na střídačku, kde políbil na tvář spoluhráče Marcuse Johanssona. Po osmi odehraných zápasech se vrátil zpět na farmu v Hershey Bears, kde stihl odehrát šest zápasů, poté byl následně opět povolán do hlavního kádru Capitals za zraněného spoluhráče Erica Fehra. Za Capitals odehrál jenom jeden zápas proti Ottawa Senators, poté byl zpět přidělen do Hershey Bears, kde dohrál sezónu. Po sezóně se nedohodl s klubem o prodloužení smlouvy a 1. července se stal nechráněný hráč.
Den poté se dohodl na dvouleté smlouvě s klubem Anaheim Ducks.

## Ocenění a úspěchy
- 2007 WCHA - První All-Star Tým
- 2010 AHL - All-Star Game
- 2010 AHL - Druhý All-Star Tým
- 2011 AHL - All-Star Game

## Prvenství
- Debut v NHL - 23. prosince 2008 (New York Rangers proti Washington Capitals)
- První gól v NHL - 21. prosince 2010 (Washington Capitals proti New Jersey Devils, kanadskému brankáři Martin Brodeur)
- První asistence v NHL - 21. prosince 2010 (Washington Capitals proti New Jersey Devils)

## Klubové statistiky
| Sezóna        | Klub                     | Soutěž        |     | Základní část | Základní část | Základní část | Základní část | Základní část |    | Play off | Play off | Play off | Play off | Play off |
| Sezóna        | Klub                     | Soutěž        | Z   | G             | A             | B             | TM            | Z             | G  | A        | B        | TM       |          |          |
| 2002/2003     | Notre Dame Hounds        | SJHL          | 58  | 20            | 27            | 47            | 12            | —             | —  | —        | —        | —        |          |          |
| 2003/2004     | Notre Dame Hounds        | SJHL          | 55  | 20            | 44            | 64            | 12            | —             | —  | —        | —        | —        |          |          |
| 2004/2005     | St. Cloud State Huskies  | NCAA          | 38  | 9             | 8             | 17            | 6             | —             | —  | —        | —        | —        |          |          |
| 2005/2006     | St. Cloud State Huskies  | NCAA          | 42  | 20            | 20            | 40            | 22            | —             | —  | —        | —        | —        |          |          |
| 2006/2007     | St. Cloud State Huskies  | NCAA          | 40  | 22            | 23            | 45            | 16            | —             | —  | —        | —        | —        |          |          |
| 2007/2008     | Hershey Bears            | AHL           | 58  | 16            | 35            | 51            | 39            | 5             | 3  | 2        | 5        | 2        |          |          |
| 2007/2008     | South Carolina Stingrays | ECHL          | 11  | 8             | 6             | 14            | 6             | 9             | 5  | 3        | 8        | 8        |          |          |
| 2008/2009     | Hershey Bears            | AHL           | 80  | 21            | 24            | 45            | 47            | 22            | 6  | 4        | 10       | 6        |          |          |
| 2008/2009     | Washington Capitals      | NHL           | 1   | 0             | 0             | 0             | 0             | —             | —  | —        | —        | —        |          |          |
| 2009/2010     | Hershey Bears            | AHL           | 79  | 37            | 34            | 71            | 57            | 17            | 13 | 7        | 20       | 2        |          |          |
| 2009/2010     | Washington Capitals      | NHL           | 2   | 0             | 0             | 0             | 0             | —             | —  | —        | —        | —        |          |          |
| 2010/2011     | Hershey Bears            | AHL           | 50  | 28            | 29            | 57            | 24            | 2             | 0  | 1        | 1        | 6        |          |          |
| 2010/2011     | Washington Capitals      | NHL           | 9   | 1             | 1             | 2             | 0             | —             | —  | —        | —        | —        |          |          |
| 2011/2012     | Anaheim Ducks            | NHL           | 37  | 2             | 3             | 5             | 6             | —             | —  | —        | —        | —        |          |          |
| 2011/2012     | Syracuse Crunch          | AHL           | 19  | 3             | 5             | 8             | 10            | —             | —  | —        | —        | —        |          |          |
| 2011/2012     | Chicago Wolves           | AHL           | 10  | 2             | 1             | 3             | 10            | —             | —  | —        | —        | —        |          |          |
| 2012/2013     | Chicago Wolves           | AHL           | 54  | 19            | 13            | 32            | 49            | —             | —  | —        | —        | —        |          |          |
| 2012/2013     | Vancouver Canucks        | NHL           | 6   | 0             | 0             | 0             | 0             | —             | —  | —        | —        | —        |          |          |
| 2013/2014     | St. John's IceCaps       | AHL           | 76  | 23            | 33            | 56            | 43            | 21            | 8  | 11       | 19       | 22       |          |          |
| 2014/2015     | Lehigh Valley Phantoms   | AHL           | 76  | 18            | 24            | 42            | 22            | —             | —  | —        | —        | —        |          |          |
| 2015/2016     | Linköpings HC            | SEL           | 52  | 18            | 26            | 44            | 30            | 4             | 1  | 2        | 3        | 4        |          |          |
| 2016/2017     | Linköpings HC            | SEL           | 50  | 8             | 16            | 24            | 16            | 6             | 1  | 1        | 2        | 4        |          |          |
| 2017/2018     | Linköpings HC            | SEL           | 47  | 16            | 10            | 26            | 37            | 7             | 3  | 4        | 7        | 2        |          |          |
| 2018/2019     | Linköping HC             | SEL           | 47  | 10            | 17            | 27            | 16            | —             | —  | —        | —        | —        |          |          |
| 2018/2019     | Lukko Rauma              | Liiga         | 7   | 2             | 3             | 5             | 12            | —             | —  | —        | —        | —        |          |          |
| 2019/2020     | Linköping HC             | SEL           | 28  | 8             | 11            | 19            | 12            | —             | —  | —        | —        | —        |          |          |
| 2020/2021     | Linköping HC             | SEL           | 37  | 5             | 7             | 12            | 30            | —             | —  | —        | —        | -        |          |          |
| 2021/2022     | Graz 99ers               | ICEHL         | 47  | 12            | 21            | 33            | 30            | 1             | 0  | 0        | 0        | 0        |          |          |
| Celkem v NHL  | Celkem v NHL             | Celkem v NHL  | 55  | 3             | 4             | 7             | 6             | —             | —  | —        | —        | —        |          |          |
| Celkem v AHL  | Celkem v AHL             | Celkem v AHL  | 501 | 167           | 199           | 366           | 301           | 67            | 30 | 25       | 55       | 38       |          |          |
| Celkem v NCAA | Celkem v NCAA            | Celkem v NCAA | 120 | 51            | 51            | 102           | 44            | —             | —  | —        | —        | —        |          |          |